# La Tentation (film, 1929)
Pour les articles homonymes, voir La Tentation.
Pour plus de détails, voir Fiche technique et Distribution.
La Tentation est un film muet français réalisé par René Barberis et René Leprince et sorti en 1929.

## Synopsis
Un avocat célèbre, Robert Jourdan, aime Irène de Bergue, femme d'un comte, banquier parisien. Le comte est victime d'un accident, projeté dans un ravin il réussit à s'accrocher à des racines. Son compagnon, Robert Jourdan, assiste à la scène et peut le sauver. Mais s'il cède à la tentation de ne pas le faire il pourra épouser Irène...

## Fiche technique
- Réalisation : René Barberis et René Leprince
- Assistant réalisateur : Charles Barrois
- Scénario : Jean-Louis Bouquet d'après une pièce de Charles Méré
- Photographie : Louis Chaix
- Directeur artistique : Jacques de Baroncelli
- Décors : Jacques Colombier et Robert Gys
- Producteur : Jacques de Baroncelli
- Société de production : Société des Cinéromans - Films de France
- Société de distribution : Paris-Consortium-Cinéma
- Pays d'origine :  France
- Format :  Noir et blanc - 1,33:1 - 35 mm - Muet
- Genre :
- Durée :
- Dates de sortie :
  -  France : 23 août 1929

## Distribution
- Lucien Dalsace : maître Robert Jourdan
- Clara Darcey-Roche : la maman
- Fernand Mailly : monsieur de Bergue
- André Nicolle : Lutard
- Jean Peyrière : Maurice Brinon
- Elmire Vautier : madame Alfieri
- Claudia Victrix : Irène de Bergue